# 塔莎·杜朵
塔莎·杜朵（英語：Tasha Tudor，1915年8月28日—2008年6月18日）是一位美国插画家和儿童文学作家。生于马萨诸塞州波士顿。父亲是飞机设计师W. Starling Burgess，母亲是肖像画家Rosamond Tudor。原名Starling Burgess。因为其父亲喜欢《战争与和平》中的人物“娜塔莎”，故不久给其更名为“娜塔莎”，简称“塔莎”。由于其母亲在向她的朋友介绍是常常称她为“Rosamund Tudor's daughter，Tasha”（Rosamond Tudor的女儿，塔莎），故很多人误认为他姓Tudor。由于这个姓发音好听，所以在其第一次离婚后，就正式更名为Tasha Tudor。她受父母影响较很大，她从其父亲那里继承了想象力和独创性，从母亲那里学习绘画。由于向往田园生活，所以她15岁辍学去过一个人的田园生活。1938年出版了自己的处女作《南瓜月光》（Pumpkin Moonshine）一举成名。同年与Thomas McCready结婚并定居康涅狄格州。她与丈夫育有两男两女。后来她与丈夫在新罕布什尔州买了一处巨大的古旧农场。1961年两人离婚。之后塔莎·杜朵与Allan John Woods有过一段短暂的婚姻。1971年，定居佛蒙特州，直至去世。

## 書籍作品
同時作為文字作者與插畫者
- 《Pumpkin Moonshine》
- 《Mother Goose》，獲得1945年凱迪克獎的銀牌獎
- 《1 is One》，獲得1957年凱迪克獎的銀牌獎

作為插畫者